# Азартні ігри у Швеції
Азартні ігри у Швеції є законними, більшість цього ринку контролюється державною монополією: компанією Svenska Spel, що видає ліцензії та слідкує за дотриманням законодавства. Великою популярністю у Швеції є спортивні ставки, зокрема, на кінні перегони.
У країні діють 4 наземні казино, всі вони називаються Casino Cosmopol і розташовані в Сундсвалі, Стокгольмі, Гетеборзі та Мальме. Це великі казино, мінімальний вік для їх відвідування складає 20 років. Наглядом за даною сферою бізнесу займається Шведська ігрова інспекція.

## Регулювання
Є кілька організацій, які контролюють ігрову індустрію країни: Шведське управління азартних ігор, Фінансова інспекція, Шведське агентство споживачів та Агентство охорони здоров'я.
Правова база щодо регулювання азартних ігор складається з великої кількості законів, таких як Закон про лотереї, Закон про казино та Закон про маркетинг.
Багато років на ринку азартних ігор панував безлад, поки уряд не прийняв закон, згідно якого весь ринок країни контролюється державною монополією. Державні компанії (Svenska Spel) або підконтрольні державі компанії (ATG) отримали дозволи на організацію та проведення азартних ігор на гроші. Організації державної служби (Postkodlotteriet, Folkspel, Miljonlotteriet тощо) мають дозволи на проведення лотерей та бінго. Мінімально дозволений вік для участі в іграх складає 18 років. У Швеції можна рекламувати лише ті казино, що мають ліцензії від держави.

## Історія
З 1934 року до 2018 року азартні ігри у Швеції були повністю монополізованими державою, що регулювала всю діяльність казино та гравців. 2018 року це частково змінилося, коли держава відкрила гральну галузь, щоб залучити приватні інвестиції. Для цього держава створила регуляторний орган, Шведське управління з азартних ігор.
Азартні ігри в казино є легальними з 1994 року, а ігри в інтернеті стали законними 2002-го. На шведському телебаченні, наприклад, BetSafe, можна побачити рекламні ролики для різних онлайн-казино.
2018 року ринок азартних ігор приніс державі загальний валовий дохід у розмірі 23,4 млрд крон. 2019 рік загальний валовий дохід склав 24,8 млрд крон загалом і 2,03 млрд крон з онлайн-гемблінгу.
1 серпня 2017 року у Швеції набув чинності закон про відмивання грошей. Згідно цього закону, гральна галузь підпадає під дію законодавства з метою запобігання використанню цього бізнесу для відмивання коштів та фінансування тероризму.
1 січня 2019 р. Швеція прийняла нові закони, які обмежили монополію державної компанії, відкривши ринок для приватних операторів. Ця реформа мала на меті створення балансу між свободою вибору для гравців та захистом їхніх прав. Це фактично створило регульований ринок онлайн-ігор в країні. В лютому 2021 року було видано соту ліцензію, її отримав оператор Mr Vegas.
2020 року суттєвий негативний вплив ігрова індустрія країни зазнала під час пандемії COVID-19, зокрема, всі 4 наземних казино країни було закрито 29 березня. Через карантин також було закрито основні світові спортивні заходи, що суттєво вплинуло на прибутки державного підприємства Svenska Spel. З 2 липня 2020-го в Уряд Швеції запровадив тимчасове (на час пандемії) обмеження на депозити й бонуси, через що прибутки більшість шведських казино зменшилися на 30 %. Обмеження складають 5 тис. крон на депозит (~490 євро) і 100 крон для бонусів. казино. Ці обмеження й тимчасовий контроль над онлайн-казино було запроваджено терміном щонайменше до червня 2021 року. Гравців також зобов'язали встановлювати ліміт на час гри на гральних автоматах або в онлайн-казино. Згодом обмеження було розширено до червня 2021 року.

Логотип Шведської ігрової інспекції, що займається ліцензуванням та наглядом за азартними іграми в країні. Цей логотип має чітко розміщений на сайтах організацій, що є шведськими ліцензіатами.

2020 року чиста виручка від онлайн-ігор і слотів за квітень-червень впала на 19 % до 1,64 млрд крон, а показники за 12 місяців склали 3,69 млрд крон, що на 10 % менше, ніж за цей період в у 2018—2019 роках. У другому кварталі виручка від грального бізнесу впала на 4,1 %, до 5,94 млрд крон (571,3 млн євро), це найнижчий показник з моменту запуску в січні 2019 року. Загалом, через карантин та нові закони, що діють з початку 2019-го, деякі аналітики вважають ринок заартних ігор у Швеції нерентабельним, що спонукає операторів відмовлятися від ліцензій та шукати нові ринки для роботи в інших країнах.
У вересні 2020-го шведська державна компанія Svenska Spel разом з французьким партнером Pari-Mutuel Urbain (PMU) запустили можливість робити ставки на міжнародні змагання з перегонів через інтернет. З 2020 року Асоціація азартних ігор Нідерландів (NOGA) співпрацює з Асоціацією азартних ігор Швеції (BOS), що займається регулюванням сфери казино. Обидві асоціації спільно розробляють правила регулювання ринку азартних ігор.
Наприкінці 2020 Шведський уряд опублікував звіт щодо дослідження ринку азартних ігор. Це дослідження почав 2018 року колишній міністр цивільних справ Ардалан Шекарабі для підготовки до запуску шведського ринку онлайнових азартних ігор 2019 року. Згідно з результатами та численними скаргами на агресивну телевізійну рекламу казино, дослідження порекомендувало уряду заборонити такий вид реклами 6 ранку до 9 вечора.
З січня 2021 року у Швеції заборонено робити так звані «ставки на спортивні порушення»: ставки на жовті і червоні картки, штрафні удари і пенальті у футболі. Окрім того, заборону накладено на ставки на нижчі дивізіони футбольного чемпіонату Швеції, окрім шести регіональних ліг Дивізіону-2 і вищих дивізіонів (Allsvenskan, Superettan, Division 1 Norra і Södra).

## Поширеність
Азартні ігри є доволі популярним видом дозвілля серед жителів країни. Згідно опитувань 2020 року, 66 % населення грало в казино щонайменше один раз протягом року, 2019 року цей показник складав 60 %. 30 % гравців беруть участь в азартних іграх щотижня. При цьому, 95 % гравців не знають, як перевірити, чи має онлайн-казино шведську ліцензію. Поширення азартних ігор серед населення викликає занепокоєння у влади. Шведська організація «Дослідження грального ринку» запропонувало міністру соціального страхування вжити низку заходів щодо обмеження ринку, зокрема, заборонити рекламу казино вдень, включно з забороною фільмів, де герої грають в азартні ігри або будь-які настільні ігри на гроші. Міністр також заявив, що з 2021 року в країні буде введено в дію нову систему для самовиключення гравців та контролю за роботою онлайн-казино. Вона має, серед іншого, дозволити блокувати сайти, що не мають щведської ліцензії.
З 2017 року у Швеції діє вимірювання рівня задоволеності гравців, що називається «Svenskt Kvalitetsindex» або індексом якості. 2019 року він склав 58 %, а 2020 сягнув 64 %. При цьогму рівень довіри гравців до сфери азартних ігор загалом є доволі низьким і становить близько 40 % (2020). 2019 року цей показник оцінювали в 35 %. За даними Kvalitetsindex, тільки 20 % не гравців вважають, що галузь піклується про своїх клієнтів.

## Податок
Ліцензовані оператори ігор сплачують 18 % податку на прибуток, отриманий від азартних ігор. Азартні ігри з неприбутковою метою звільняються від податків. Якщо гравець витрачає гроші на сайті, що неліцензованого оператора, гравець буде вимушений самостійно сплатити податок з прибутку.